# Bódva-völgyi Madárvonulás-kutató és Természetvédelmi Tábor
A Bódva-völgyi Madárvonulás-kutató és Természetvédelmi Tábort 1986-ban alapította a Magyar Madártani és Természetvédelmi Egyesület Gömör-Tornai helyi Csoportja és az Aggteleki Nemzeti Park.

## Céljai, feladatai
Közvetlen céljai:
- a madarak őszi vonulásának hosszú távú megfigyelése,
- Bódva-völgy madárközösségének hosszú távú megfigyelése.

Az alapítók e tevékenység közben a tábor legfontosabb feladatainak:
- a fiatalok szemléletének formálását,
- az Aggteleki nemzeti Park természeti értékeinek bemutatását,
- a természetvédelmi ismeretek terjesztését

jelölték meg.
E tevékenységek egyik fontos eszközeként jelölték ki 2005-ben a Perkupa a táborral összekötő Bódva-völgyi tanösvényt. At útvonal eredetileg a Bódva-völgyi vasút perkupai megállójától indult; 2011-ben a Zöld Iránytű Alapítvány támogatásával kibővítették: kezdőpontját a falu főterére, a fagylaltos elé helyezték át.

## Elhelyezése
A tábort Perkupa és a szalonnai vasúti megállóhely között nagyjából félúton, a Bódva bal partján építették ki. Ez lehetővé teszi a Bódva völgyében vonuló madarak befogását — a durván észak–déli irányú völgy ugyanis fontos ökológiai folyosó. Az állatok vándorlását a kedvező természeti tényezőkön túl a vízparti kaszálórétek is segítik.

## Működése
A tábor az őszi vonulás idején működik. Ez egy hosszan elnyúló időszak: egyes fajok már augusztus második felében délebbre húzódnak, mások még az ősz végén is találnak maguknak táplálékot. A vonulás csúcsa általában szeptember végén, október elején van.

## Tudományos eredményei
2010 végéig több mint 105 000 madarat gyűrűztek meg; ezek közül idővel meglehetősen sokat visszafogtak. Ebben az időszakban az itt meggyűrűzött madarak közül 70-et fogtak be külföldön;  közülük:
- 37-et Olaszországban,
- 19-et Szlovéniában,
- a többit összesen 9 további országban.

A táborban (ugyancsak 2010 végéig) 28, külföldön jelölt madarat fogtak be; ezek többsége barátka és vörösbegy; háromnegyedük (21 madár) Szlovéniából érkezett.

## Környezeti nevelés
Évente több tucat alternatív biológiaórát, terepi kiselőadást és bemutatót tartanak a látogatóknak, akik megismerhetik a gyűrűzés elméletét és gyakorlatát is. A tágabb környék iskolásainak minden évben bemutatókat szerveznek; évente 1000–1200 gyermeket fogadnak szervezett csoportokban.